# Томска област
Томска област (рус. Томская область) је конститутивни субјект Руске Федерације са статусом области на простору Сибирског федералног округа у азијском делу Русије.
Административни центар области је град Томск.

## Етимологија
Област носи име по административном центру, граду Томску. Град је основан 1604. године на обали реке Том, по којој је и добио име.
Име реке, највероватније потичи од речи том, из језика малог сибирског народа Кети, а односи се на стрме литице реке.

## Становништво
| 1989.     | 2002.     | 2010.     |
| --------- | --------- | --------- |
| 1,001,613 | 1,046,039 | 1,047,394 |